# Xu Chen (snowboard)
Pour les articles homonymes, voir Xu Chen.
Xu Chen, née le 25 mars 1991, est une snowboardeuse chinoise spécialisée dans les épreuves de half pipe. 
Au cours de sa carrière, elle n'a jamais disputé les Jeux olympiques d'hiver, cependant elle a participé à deux mondiaux où sa meilleure performance est une cinquième place en 2007 à Arosa, enfin en coupe du monde elle est montée à trois reprises sur un podium en half pipe mais n'y compte aucune victoire.

## Palmarès

### Championnats du monde
| Édition/Discipline | Half pipe |
| Mondiaux 2007      | 5e        |
| Mondiaux 2009      | 30e       |

### Coupe du monde
- Meilleur classement général : 24e en 2008.
- Meilleur classement de half pipe : 4e en 2008.
- 3 podiums en half pipe.